# Liste over Cataloniens præsidenter
Liste over Cataloniens præsidenter.
1. Francesc Macià i Llussà (ERC) 1932–1933
2. Lluís Companys i Jover (ERC) 1933–1940
3. Josep Irla i Bosch (ERC) 1940–1954
4. Josep Tarradellas i Joan (ERC) 1954–1980
5. Jordi Pujol i Soley (CiU) 1980–2003
6. Pasqual Maragall i Mira (PSC) 2003-2006
7. José Montilla Aguilera (PSC) 2006-2010
8. Artur Mas i Gavarró (CiU) 2010–2016
9. Carles Puigdemont i Casamajó (JxSí)–2016-2018
10. Joaquim Torra i Pla (JuntsxCat) (2018-2020)
11. Pere Aragonès i Garcia (ERC) (2021-nu)